# Griep To II
Die Griep To II ist ein Schwimmgreifer der Wasserstraßen- und Schifffahrtsverwaltung des Bundes und wird vom Wasserstraßen- und Schifffahrtsamt Nord-Ostsee-Kanal für bauliche Unterhaltungsarbeiten am Nord-Ostsee-Kanal eingesetzt.

## Beschreibung
Als Ersatz für den 1963 gebauten Schwimmgreifer Griep To wurde der Neubau am 10. Dezember 2014 bei der Schiffswerft Bolle in Derben in Auftrag gegeben und dort am 25. November 2015 auf Kiel gelegt. Nach dem Stapellauf am 21. Juni 2016 und der Endausrüstung wurde die Griep To II im Februar 2017 zum Bauhof Rendsburg überführt. Der Schiffsname hat Bezug zur Aufgabe des Schwimmgreifers und stammt aus dem Plattdeutschen: Griep To [ɡriːpˈtəʊ] für „greif zu“.
Angetrieben wird das Schiff von zwei Deutz–Dieselmotoren des Typs TCD 2015 V08M, die auf zwei Ruderpropeller wirken. Bei einer Antriebsleistung von jeweils 390 kW wird eine Geschwindigkeit von 15 Kilometer pro Stunde erreicht.
Der fest installierte Seilbagger vom Typ Liebherr HS 8100 ist für eine Traglast von 100 Tonnen ausgelegt und die Hakenhöhe beträgt bis zu 20 Meter über der Wasserlinie. Für den Baggerbetrieb werden ein Zweischalengreifer ohne Zähne, ein Zweischalengreifer mit Zähnen und ein Mehrschalengreifer mitgeführt. Im Kranbetrieb können Schleusenbauteile transportiert, ein- und ausgebaut werden. Darüber hinaus kann das Schiff Dalben und Spundwände setzen, Prahme mitführen und Taucherarbeiten unterstützen.